# Giovanni Perni
Giovanni Perni (1894 – Catania, 24 novembre 1979) è stato un avvocato e politico italiano.
Eletto sindaco di Catania dal 9 luglio 1948 al 23 settembre 1950.

## Biografia
Nato nel 1894, ex-combattente della Grande guerra, tenente di fanteria decorato al v. m., avvocato civilista, monarchico, durante la sua sindacatura, il 25 febbraio 1949, fece scoprire una lapide che ricorda la casa natale del poeta Mario Rapisardi per il 105º anniversario dalla nascita.
Nel 1950 fece istituire fra l'altro nella collinetta nord (detta collina del Salvatore) del Giardino Bellini, un Centro comunale di cultura, all'interno del chiosco cinese (denominato anche Casina Cinese) e alla cui attività contribuiva la biblioteca comunale popolare "Vincenzo Bellini". Alla morte di Benedetto Condorelli, primo direttore del Museo civico belliniano, su proposta dell'avvocato Giovanni Perni la giunta Municipale, nel marzo del 1950, nominava nuovo direttore il maestro Francesco Pastura.
Sotto la presidenza di sindaco si liberò la sdemamalizzazione di 3.450 metri quadrati dell'area del troncone sud di piazza Giovanni Verga per la costruzione di un albergo (il futuro hotel Excelsior).
Si occupò dei funerali pubblici e lutto civico per il gravissimo episodio dei 13 operai, vittime di un'esplosione nella zona industriale di Pantano d'Arci accaduta il 4 maggio 1950, provocando un dibattito parlamentare con interventi dei deputati Teodoro Bubbio, Francesco Turnaturi, Giacomo Calandrone, Luigi Di Mauro.
Fece parte di tutti i Consigli comunali eletti in quieto dopoguerra fino agli anni Sessanta. Si incominciò a discutere all'interno del Consiglio comunale con il sindaco Perni sull'adozione di misure per il risanamento di Catania.
A Catania, fra gli altri incarichi, fu presidente per due mandati (1966-1971) e componente nel consiglio dell'Ordine degli avvocati e dei procuratori legali di Catania, presidente del comitato permanente interprofessionale, più volte presidente e componente del CdA dell'ospizio-spedale «Ardizzone Gioeni», vicepresidente e componente del consiglio direttivo della sezione Nastro azzurro, dal 1923 presidente e componente del collegio dei probiviri dell'ANCR; ebbe pure incarichi direttivi e commissariali all'interno del locale partito monarchico (PDIUM I, PDIUM II).
Morì a Catania il 24 novembre 1979.
Il suo ritratto, opera del pittore Emanuele Di Giovanni, è conservato nella pinacoteca-galleria dei sindaci di Palazzo degli Elefanti.

## Lapidi commemorative del 6 aprile 1849 a Catania
In occasione della ricorrenza centenaria dei moti rivoluzionari siciliani del 1848-'49, il Comune di Catania, per mano del sindaco avv. Giovanni Perni, fu scoperto il 6 aprile 1949 una lapide marmorea sulla facciata di levante del Palazzo municipale.